# Masmughan
Masmughan o mazmughan fou un títol de probable origen sassànida que va existir al segle vii, segurament càrrec equivalent a governador d'un districte o un territori menor determinat potser un feu religiós (literalment ‘Gran dels Mags’).
A l'enfonsament de l'imperi sassànida el Tabaristan havia quedat independent, i la nissaga dels masmughans, que potser tenia el poder també a Rayy, es devia apoderar de la part oriental oriental on la població havia nomenat rei a Baw al que va assassinar i va ocupar el poder. però al cap de vuit anys (688) fou expulsat pel Surkhab ibn Baw, fill de Baw. Els masmughans probablement van conservar un poder local a Dunbarwand fins al 760 quan la regió fou conquerida pels àrabs quan van sotmetre els dominis dabúyides (la plana del Tabaristan).
Una altra dinastia de masmughans apareix amb Walash, masmughan de Miyan-du-rud, esmentat vers el 700 que exercia com a marzpan de Miyan-du-rud, prop de Sari entre els rius Kalarud i Mihriban limitant a l'est amb el Karatughan, i que vivia en temps del djamàspida Farrukhan el Gran (datat vers 709-712). Walash (I) era membre de la branca vella dels karínides coneguda com els zarmíhrides originada en Zarmihr ibn Sukhra. Sukhra va tenir dos fills, Zarmihr i Karin, el primer que va rebre Miyan Rud amb títol de marzpan i masmughan iniciant la dinastia zarmhírida; i Karin que va rebre el títol d'ishpabadh i va iniciar la dinastia Karínida.
El 781 el karínida Wandad Hurmuzd es va revoltar contra el califa al-Mahdi (vers el 780) i es va aliar al bawàndida Sharwin (772-797) i amb el masmughan zarmíhrida de Miyan Rud, que es tornava a dir Walash (ara Walash II). La revolta fou liquidada el 785.
Justñi confon Walash I i II i es troba amb el nom del càrrec identic, i com que Walash (II) és el primer que coneix amb aquest nom i aquest títol, pensa que era fill del darrer masmughan de Dunbawand, però hi ha cap prova de relacions entre les dues dinasties de masmughans.
Després del 760 a Dunbawand i del 785 a Miyand Rud, si van subsistir fou merament un poder local potser dependent dels bawàndides.